# Banska Gorica
 Banska Gorica  falu Horvátországban Krapina-Zagorje megyében. Közigazgatásilag Tuheljhez tartozik.

## Fekvése
Zágrábtól 38 km-re északnyugatra, községközpontjától  4 km-re északkeletre a Horvát Zagorje északnyugati részén fekszik.

## Története
A településnek 1857-ben 86, 1910-ben 147 lakosa volt. Trianonig Varasd vármegye Klanjeci járásához tartozott. A településnek 2001-ben 46 lakosa volt.

## Külső hivatkozások
Tuhelj község hivatalos oldala